# Камышовка (Волгоградская область)
Камышовка — хутор в Палласовском районе Волгоградской области России. Входит в состав Кайсацкого сельского поселения.

## История
По состоянию на 1928 год хутор являлся частью Кайсацкого сельсовета Николаевского района Камышинского округа (округ упразднён в 1930 году) Нижневолжского края (с 1934 года — Сталинградский край). В 1935 году включён в состав Кайсацкого района. В 1950 году в связи с упразднением Кайсацкого района хутор передан в подчинение Палласовского района.

## География
Хутор находится в восточной части Волгоградской области, в степной зоне, в пределах Прикаспийской низменности, вблизи государственной границы с Казахстаном, на расстоянии примерно 24 километров (по прямой) к юго-юго-западу (SSW) от города Палласовка, административного центра района. Абсолютная высота — 26 метров над уровнем моря.

Климат классифицируется как континентальный, засушливый. Годовая сумма осадков варьируется от 350—300 до 200—150 мм. Большая их часть выпадает в теплое время года.
Часовой пояс
Хутор Камышовка, как и вся Волгоградская область, находится в часовой зоне МСК (московское время). Смещение применяемого времени относительно UTC составляет +3:00.

## Население
| 2010 |
| ---- |
| 26   |

Гендерный состав
По данным Всероссийской переписи населения 2010 года в гендерной структуре населения мужчины составляли 50 %, женщины — соответственно также 50 %.
Национальный состав
Согласно результатам переписи 2002 года, в национальной структуре населения русские составляли 60 %, казахи — 40 %.

## Улицы
Уличная сеть хутора состоит из одной улицы.